# Galvano Della Volpe
Galvano Della Volpe, född 24 september 1895 i Imola, död 13 juli 1968 i Rom, var en italiensk marxistisk filosof. Han var professor i filosofi vid Messinas universitet från 1939 till 1965.

## Biografi
Della Volpe avlade 1920 doktorsexamen vid Bolognas universitet. Han var initialt elev till Giovanni Gentile och omfamnade idealismen, men övergav denna i mitten av 1930-talet. Della Volpe tog avstånd från Hegels idealism och lät sig istället influeras av Humes och Kants empirism och materialism. År 1944 lämnade Della Volpe fascismen därhän och gick med i Italienska kommunistpartiet. 
Della Volpe var en produktiv författare. I Logica come scienza positiva från 1950 hävdar han att filosofins utveckling är ett resultat av kampen mot idealistisk apriorism. År 1957 publicerade Della Volpe boken Rousseau e Marx, i vilken han undersöker beröringspunkterna mellan Rousseaus och Marx politiska tänkande. I Critica del gusto (1960) bryter Della Volpe en lans för konstens rationella och intellektuella natur.